# (33450) Allender
1999 FO25 (asteroide 33450) é um asteroide da cintura principal. Possui uma excentricidade de 0.15104410 e uma inclinação de 5.89068º.
Este asteroide foi descoberto no dia 19 de março de 1999 por LINEAR em Socorro.